# ۲۴۸ (قمری)
۲۴۸ (قمری)، دویست و چهل و هشتمین سال در گاهشماری هجری قمری است. اول محرم این سال برابر با یازدهم مارس سال ۸۶۲ میلادی است.

## وابسته
- محمد بن طاهر